# Клокочевик
Клокочевик је насељено мјесто у саставу општине Гарчин у Бродско-посавској жупанији, Република Хрватска.

## Историја
У историјским изворима име села се писало: Klokoschoviz, Clocoschevik, Klokochewyth, Clokochewygh, Klokosevacz, Klokochevik, Klokochevigh
Подручје села је било насељено још у шестом миленијуму прије нове ере, у доба неолита, на шта указују остаци кућа, керамичког посуђа, дијелови жртвеника и камених артефаката нађених на археолошком налазишту Клиновац које се налази на листи заштићених културних добара Републике Хрватске.
Прије Османлијског освајања Славоније у 16. вијеку, Клокочевик је припадао властелинству Брезна (Блезна), у Вуковској жупанији, који је био у посједу босанског бискупа од 1244. године. Средиште посједа Брезне, село Брезна, је расељено при турском освајању и његово подручје су заузела села Врховина и Кордушевци.
Турци су подручје Брезне заузели 1536. године. Већ у почетку своје владавине Турци су на подручје Брезне населили православце из Горњег Подриња који су им служили као мартолози при бродској и гарчинској тврђави. Они су добили земљу у Клокочевику, Селни, Трњанима, Шушњевцима и Кордушевцима. Брезна је постала нахија санџака Пожега.
Игњат Алојзије Брлић (српска католичка породица из Брода), у својој другој књизи „Успомене на стари Брод” на страни 22. пише, у делу „Православна црква и обћина”, и о Клокочевику: „…Ну покрај тога може се поуздано тврдити, да је било у Броду и околици православних житељах још из старијег доба, јер су православни већ г. 1524. Василија I… за своје епископе са сиедиштем у Пожеги имали… у то доба подпадали су православни у Броду под парокију у Клокочевику, а гробље им је било у Трњаних т.ј. на брежуљку код Трњаних, крај цесте идућ из Брода. Тек око године 1780. када се је православно житељство у Броду знатно помножало, добили су гробље према изтоку преко канала Глоговице преко пута од католичког гробља, гди се и данас налази.”
Православна црква Свете Тројице подигнута је у периоду од 1756. до 1760. године. Током Другог свјетског рата срушиле су је до темеља хрватске усташе. Том приликом страдао је иконостас, црквени предмети, богослужбене књиге и архива. Послије рата, професор Богословског факултета СПЦ Душан Глумац, који је рођен у Клокочевику, подигао је своју задужбину (гдје је и сахрањен), капелу, поред које је 1988. године изграђена и нова црква. Оба сакрална објекта су срушена у новембру 1991. године, од стране хрватске војске, изван ратних операција. Рушевине нису уклоњене ни до данас (2024).
Школа је основана 1830. године. У оно доба звала се нижа пучка школа.
По попису из 1847. године у мјесту је било 1048 православних Срба. Посијле двадесет љета, 1867. године ту их има само један човјек мање — 1047. Године 1885. Клокочевик се налазио у Ново-градишком изборном срезу за српски црквено-народни сабор. У мјесту је тада пописано 1047 православних становника.
Парохија Клокочевик је крајем 19. вијка била парохија IV разреда са селима: Врховина, Гарчин, Задубравље, Јешевик, Кордушевци, Пољанци, Селна, Трњани и Шушњевци.
У селу је 1928. године основана Задруга за пољопривредни кредит (Кредитна задруга) која је имала свој дом са библиотеком и читаоницом. Оснивач задруге је био свештеник Димитрије Мрихин. Након пар година, отворене су задружне продавнице не само у Клокочевику већ и у околним селима.
Славонскобродско подручје је 13. априла 1964. године у 09,30 сати погодио земљотрес јачине 5,6 степени по Рихтеровој скали. Епицентар је био у Диљу, недалеко Киндрова. У Клокочевику су многе куће биле оштећене и срушене, али није било погинулих. Том приликом су јако оштећене и две зграде школе, које су морале да буду срушене. После тога саграђена је нова зграда осмогодишње школе.
У селу постоје три гробља: два православна и једно католичко. Старије православно се налази у брду изнад села и више се не користи, док се на остала два и даље врше сахрањивања.
До територијалне реорганизације у Хрватској налазио се у саставу старе општине Славонски Брод.

### Душан Кашић о Клокочевику и околини
Душан Кашић је записао да је Клокочевик био насељен Србима или још у турско вријеме, или непосредно послије изгона Турака. Око 1700. године Срби ce налазе у Трњанима, Клокочевику, Кордушевцима, Шушњевцима, Врховини, Јежевику, Селни и Зденцима. Половином 18. вијека у Клокочевику ce налазило 25 српских кућа, a 1759. има у селу 42 српске куће и парохијска дрвена црква Свете Тројице. У селу je 1755. године била и римокатоличка црква и капела (и 2020. године постоји новоизграђена католичка капелица) са 20 домова . Тек у 19. веку ојачала су и католичка и православна насеља у овом крају досељавањем. Католици су долазили најприје из Лике, касније из Далмације и Загорја, a православни из Лике и Баније. Тако је број Срба до 1929. године порастао, те је те године Клокочевик имао 137 српских домова, Врховина 18, Јежевик 17, Кордушевци 30, Трњани 58, Шушњевци 30, Селна 14, Пољаница 13. Клокочевичку цркву су 1941. срушиле усташе. Ha парохијском гробљу саградио је нову капелу 1960. универзитетски професор др Душан Глумац, син овог краја.

## Становништво
Османлије су спровеле попис становништва Санџака Пожега 1579. године и том приликом у селу је пописано 18 кућа и презимена: Ivanišev, Radević, Marković, Ružić, Martina, Milić, Mihala, Mike, Mikić, Feretić, Berošev, Perošev, Regić, Petrović, Lončarić, Kovač.
У првом попису становништва, спроведеном након протеривања Османлија из Славоније, 1698. године у селу је било осам домаћинстава и пописана су следећа презимена: Vuksanović, Miletić, Korenić, Verbanović, Stoianović, Pavlović, Vuksanić, Pustaija.
На попису становништва 2011. године, Клокочевик је имао 607 становника.
| година | број становника |
| ------ | --------------- |
| 1857   | 485             |
| 1869   | 507             |
| 1880   | 500             |
| 1890   | 667             |
| 1900   | 779             |
| 1910   | 935             |
| 1921   | 965             |
| 1931   | 1 017           |
| 1948   | 847             |
| 1953   | 868             |
| 1961   | 921             |
| 1971   | 847             |
| 1981   | 713             |
| 1991   | 687             |
| 2001   | 650             |

## Попис 1991
На попису становништва 1991. године, насељено мјесто Клокочевик је имало 687 становника, сљедећег националног састава:
| Попис 1991.‍  | Попис 1991.‍  | Попис 1991.‍ | Попис 1991.‍ | Попис 1991.‍ |
| ------------ | ------------ | ----------- | ----------- | ----------- |
|              |              |             |             |             |
| Хрвати       | Хрвати       |             | 335         | 48,76%      |
| Срби         | Срби         |             | 278         | 40,46%      |
| Југословени  | Југословени  |             | 60          | 8,73%       |
| неопредељени | неопредељени |             | 12          | 1,74%       |
| непознато    | непознато    |             | 2           | 0,29%       |
| укупно: 687  |              |             |             |             |

Потребно је напоменути да су се због ратних застрашивања од стране индоктринираних католика, многи Срби изјаснили на том попису као Хрвати, Југословени или неопредјељени. И данас, у 21. вијеку, има велики број српских породица, које се због запослења у државној служби и сл., декларишу као Хрвати, иако су српског поријекла.

## Галерија
- Споменик из доба комунистичке власти у центру села
- Новосаграђена католичка капелица у селу

## Познате личности
- Света мученица Персида јасеновачка, српска светитељка [19]
- Душан Глумац, српски богослов и професор Богословског факултета у Београду